# Blackwood's Magazine

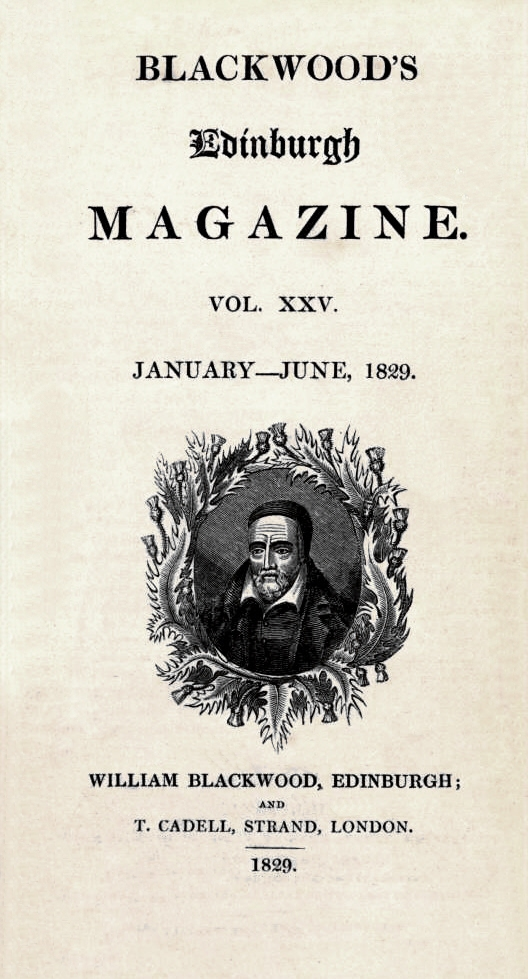
Número de la Blackwood's Edinburgh Magazine, Vol. XXV, enero-junio de 1829.

Blackwood's Magazine fue una revista y antología británica impresa entre 1817 y 1980. Fue fundada por el editor William Blackwood, de Edimburgo, Escocia, y originalmente fue llamada Edinburgh Monthly Magazine. El primer número apareció en abril de 1817, bajo la dirección de Thomas Pringle y James Cleghorn. La revista al principio no tuvo éxito, y Blackwood despidió a los editores y la relanzó con el nombre de Blackwood's Edinburgh Magazine, esta vez bajo su propia dirección editorial. La revista finalmente adoptó el nombre más corto de Blackwood's Magazine y desde su relanzamiento a menudo se refirió a sí misma como Maga. La portada llevaba la imagen del humanista George Buchanan, un historiador escocés del siglo XVI.

## Descripción
Blackwood's fue concebida como rival de la Edinburgh Review, que apoyaba al partido Whig. En comparación con el tono más serio de The Quarterly Review, la otra revista conservadora, Maga se caracterizaba por una línea feroz y combativa. Esto se debía principalmente a la labor de su principal colaborador, John Wilson, quien escribió bajo el seudónimo de Christopher North. Wilson no confió nunca en la dirección editorial, no obstante escribió gran parte de la revista junto con otros grandes copartícipes como John Gibson Lockhart y William Maginn. Su mezcla de sátira, opiniones y críticas hirientes y perspicaces fue muy popular y la revista logró rápidamente una gran audiencia.
A pesar de sus credenciales conservadoras, la revista publicó las obras de representantes del romanticismo radical como Percy Bysshe Shelley y Samuel Taylor Coleridge. A través de la revista, Wilson se mostró partidario entusiasta de William Wordsworth, parodió la Lord Byronmanía común en Europa en aquella época, y llegó a encolerizar a John Keats, James Henry Leigh Hunt y William Hazlitt, refiriéndose a sus obras como la "Escuela de poesía Cockney". El estilo agrio y polémico de la revista la metió en problemas cuando, en 1821, John Scott, editor de la London Magazine, se batió en duelo con Jonathan Henry Christie, debido a un libelo sin escrúpulos vertido en la revista. John Scott fue muerto a tiros.
A mediados de la década de 1820, Lockhart y Maginn habían partido hacia Londres, el primero para editar la Quarterly y el segundo con la intención de  escribir para varias revistas, aunque luego lo haría principalmente para la Fraser's Magazine. Después de esto, John Wilson era, con mucho, el escritor más importante para la Blackwood's, transmitiéndole un tono propio, además de gran popularidad y notoriedad. En la década de 1840, cuando se redujeron las contribuciones de Wilson, su circulación mermó considerablemente.
Aparte de ensayos, la Blackwood's publicaba también buena cantidad de ficción terrorífica. Fue significativa su influencia en este sentido en importantes escritores victorianos como Charles Dickens, las hermanas Brontë y Edgar Allan Poe; Poe llegó a satirizar directamente las obsesiones macabras de la revista en relatos como "El aliento perdido. Cuento que nada tiene que ver con el Blackwood's" y "Cómo escribir un artículo a la manera del Blackwood's".
La revista nunca recuperó su éxito inicial, pero conservó un público fiel durante toda la etapa del Imperio Británico, incluso en el Colonial Service. Un triunfo de finales del siglo XIX fue la primera publicación de Joseph Conrad, El corazón de las tinieblas, novela aparecida en los números de febrero, marzo y abril de 1899.
Fueron colaboradores de importancia: George Eliot, Joseph Conrad, John Buchan, James Hogg, Charles Neaves, Thomas de Quincey, Elizabeth Clementine Stedman, William Mudford y Margaret Oliphant. Robert MacNish contribuyó bajo el pseudónimo de 'Modern Pythagorean'. Se trataba de un secreto a voces que Charles Whibley aportó anónimamente a la revista sus Musings without Methods [Reflexiones sin método]  durante más de veinticinco años. T. S. Eliot describió estas piezas como «la mejor muestra sostenida del periodismo literario de que tenga yo noticia en los últimos tiempos».
En la novela de detectives de Dorothy Sayers Five Red Herrings [Cincos pistas falsas] (1931), se menciona al Procurator-Fiscal escocés, que trabaja con el detective Lord Peter Wimsey, «leyendo el último número de Blackwood's para pasar el tiempo» mientras ambos esperan en una aburrida noche durante horas a que el asesino se descubra a sí mismo.
La revista dejó de publicarse finalmente en 1980, después de haber pertenecido durante toda su historia a la familia Blackwood.